# Armée de terre indienne
L'armée de terre indienne est la composante terrestre des forces armées indiennes. Le Président de l'Inde est le commandant suprême de l'armée indienne, et sa tête professionnelle est le chef de l'armée (COAS), qui est un général quatre étoiles. Deux officiers ont reçu le grade de Field marshal, un grade cinq étoiles, ce qui est un poste de cérémonie de grand honneur. L'armée indienne est issue des armées de la Compagnie des Indes orientales, qui est finalement devenue l'armée indienne britannique, et des armées des États princiers, qui fusionnèrent dans l'armée nationale après l'indépendance. Les unités et régiments de l'armée indienne ont des histoires diverses et ont participé à un certain nombre de batailles et de campagnes à travers le monde, remportant de nombreux honneurs de bataille avant et après l'indépendance.
La mission première de l'armée indienne est d'assurer la sécurité nationale et l'unité nationale, de défendre la nation contre les agressions extérieures et les menaces internes, et de maintenir la paix et la sécurité à l'intérieur de ses frontières. Il mène des opérations de sauvetage humanitaire lors de calamités naturelles et d'autres troubles, comme l'opération Surya Hope, et peut également être réquisitionné par le gouvernement pour faire face aux menaces internes. C'est une composante majeure de la puissance nationale, aux côtés de la marine indienne et de l'armée de l'air indienne. L'armée a été impliquée dans quatre guerres avec le Pakistan voisin et une avec la Chine. Les autres opérations majeures entreprises par l'armée comprennent l'opération Vijay, l'opération Meghdoot et l'opération Cactus. L'armée a mené de grands exercices en temps de paix tels que l'opération Brasstacks et l'exercice Shoorveer, et a également participé activement à de nombreuses missions de maintien de la paix des Nations unies, y compris celles à Chypre, au Liban, au Congo, en Angola, au Cambodge, au Vietnam, en Namibie, au Salvador, Libéria, Mozambique, Soudan du Sud et Somalie.
L'armée indienne est divisée sur le plan opérationnel et géographique en sept commandements, la formation de base sur le terrain étant une division. Au-dessous du niveau de la division se trouvent des régiments permanents qui sont responsables de leur propre recrutement et de leur formation. L'armée est une force entièrement volontaire et comprend plus de 80% du personnel de défense actif du pays. C'est en 2017 plus grande armée permanente du monde, avec 1 237 117, troupes actives et 960 000 soldats de réserve,. L'armée s'est lancée dans un programme de modernisation de l'infanterie connu sous le nom de soldat d'infanterie futuriste en tant que système (F-INSAS), et met également à niveau et acquiert de nouveaux actifs pour ses branches blindées, artillerie et aviation,,.

## Structure
Elle est divisée en
 : 
- Commandement sud à Pune ; 
  -  XIIe corps à Jodhpur ;
  -  XXIe corps à Bhopal.
- Commandement sud-ouest à Jaipur ;
  - Xe Corps ;
- Commandement nord à Pune ;
  -  Ier Corps ;
  - XIVe Corps ;
  - XVe Corps ;
  -  XVIe Corps ;
- Commandement est à fort William[12] ;
  - 3e corps (Inde) stationné à Dimapur ;
  -  4e corps (Inde) stationné à Tezpur ;
  - 17e corps Inde stationné à Panagarh dans le Paschim Bardhaman ;
  -  33e corps Inde stationné à Siliguri;
- Commandement centre à Lucknow ;
- Commandement d'entrainement (ARTRAC) à Shimla.

### Lectures complémentaires
- Wilkinson, Steven I. 2015. Armée et nation: la démocratie militaire et indienne depuis l'indépendance . Presse universitaire de Harvard.